# Solaris (película de 1972)
Solaris (en ruso: Солярис, romanizado: Solyaris) es una película de ciencia ficción psicológica soviética de 1972 basada en la novela homónima del escritor polaco Stanisław Lem. Fue dirigida y coescrita por Andréi Tarkovski uno de los directores soviéticos más famosos y aclamados por la crítica internacional.
La película es un drama psicológico meditativo que ocurre principalmente a bordo de una estación espacial que orbita el planeta ficticio Solaris. La misión científica se ha estancado porque la mínima tripulación de tres científicos ha caído en crisis emocionales separadas. El psicólogo Kris Kelvin viaja hasta la estación para evaluar la situación aunque deberá enfrentarse con los mismos misteriosos fenómenos como los demás.
Fiel a la narrativa compleja y lenta de la novela, Tarkovski quería aportar una nueva profundidad emocional e intelectual al género, viendo la mayor parte de la ciencia ficción occidental como superficial. Las ideas que Tarkovski trató de expresar en esta película las desarrollaría aún más en su película Stalker (1979).
La cinta se estrenó en el Festival de Cannes de 1972 y pronto ganó amplio reconocimiento entre la crítica ganando el Gran Premio del Jurado, el premio FIPRESCI y estuvo nominada a la Palma de Oro. Está considerada recurrentemente como una de las mejores películas de ciencia ficción en la historia del cine.

## Argumento
El psicólogo Kris Kelvin (Donatas Banionis) es enviado a un viaje interestelar para evaluar si una estación espacial, con décadas de antigüedad y cuyo objeto de trabajo es el estudio del planeta océano Solaris, debería seguir en funcionamiento y qué ha sucedido con su tripulación.
El día anterior al comienzo de la misión pasa la jornada en la dacha de su familia junto a su anciano padre (Nikolai Grinko) y el piloto retirado Berton (Vladislav Dvorzhetsky). Años atrás Berton formó parte de un equipo exploratorio en Solaris pero fue retirado cuando en uno de sus informes describió haber visto a un niño de cuatro metros de alto sobre la superficie líquida del océano. Esto fue inicialmente considerado una alucinación por un panel de científicos pero cuando el resto de los miembros de la tripulación comienzan a remitir informes extrañamente similares el comité decide encargar a Kelvin la misión.
A su llegada a Solaris ninguno de los científicos restantes se molestan en saludar a Kelvin. La estación espacial presenta un peligroso desorden y falta de mantenimiento. Pronto se entera de que su amigo en el equipo, el Dr. Gibarian (Sos Sargsyan), se había suicidado. Los dos tripulantes sobrevivientes, Snaut y Sartorius (Anatoli Solonitsyn), se muestran poco cooperativos y evasivos en sus respuestas. Kelvin capta destellos fugaces de otros miembros, quienes no formaban parte de la tripulación original, a bordo de la estación cosa que no es posible dado que no se hallan ahí. También descubre que Gibarian le dejó un videomensaje de despedida en donde, enloquecido y utilizando lenguaje y expresiones crípticas, le advierte sobre la dinámica del funcionamiento de la estación.
Después de un sueño irregular Kelvin descubre sorprendido que ha aparecido en su dormitorio Hari (Natalia Bondarchuk) una réplica de su difunta esposa. Ella no es consciente de cómo llegó allí. Aterrorizado por su presencia Kelvin lanza esa réplica de su esposa al espacio exterior. Una vez sucedida esta primera visita Snaut explica que dichos "visitantes" comenzaron a aparecer después de que los científicos llevaran a cabo algunos experimentos nucleares ilegales en un intento desesperado por comprender la naturaleza del planeta y avanzar en sus investigaciones.
La misma tarde, pese a haberla hecho desaparecer, Hari reaparece en el dormitorio. Esta vez Kelvin la acepta con calma y se duermen juntos abrazados. Pero cuando Kelvin la deja un breve espacio de tiempo sola en la habitación Hari entra en pánico y se hiere a sí misma. Pero antes de que Kelvin pueda darle primeros auxilios las heridas sanan espontáneamente ante sus ojos. 
Sartorius y Snaut le explican a Kelvin que llegaron a la conclusión de que dichos seres son enviados por el planeta utilizando los recuerdos que cada uno de los miembros de la tripulación tienen de personas que habitan su subconsciente. Por ello la Hari presente entre ellos, aunque no es humana, piensa y siente como si lo fuese. Sartorius teoriza que los visitantes están compuestos de "sistemas de neutrinos" pero que aún podría ser posible destruirlos mediante el uso de un dispositivo conocido como "el aniquilador". Luego, Snaut propone irradiar patrones de ondas cerebrales de Kelvin hacia Solaris con la esperanza de que los comprenda y detenga dichas apariciones perturbadoras.
Con el tiempo Hari se independiza y puede existir lejos de la presencia de Kelvin. Ella se entera por Sartorius que la Hari original se había suicidado diez años antes. Sartorius, Snaut, Kelvin y Hari se reúnen para una fiesta de cumpleaños que se convierte en una discusión filosófica durante la cual Sartorius le recuerda a Hari que ella no es un ser humano. Afligida, Hari intenta suicidarse ingiriendo oxígeno líquido, solo para resucitar dolorosamente después de unos minutos. En la superficie de Solaris el océano, que hasta entonces se había movido con gran lentitud, comienza a girar más rápido.
Kelvin se enferma y se va a dormir. Sueña con su madre como una mujer joven y con heridas en su cuerpo que sanan espontáneamente. Cuando despierta comprueba que Hari se ha ido. Snaut lee su nota de despedida, en la que describe cómo solicitó a los dos científicos que la destruyeran. Snaut le informa a Kelvin que, desde que transmitieron sus ondas cerebrales hacia Solaris, los visitantes habían dejado de aparecer y en su lugar comenzaron a emerger islas en la superficie del planeta. Kelvin debate si debe regresar a la Tierra y dar por finalizada la misión o si se queda en Solaris. Finalmente Kelvin se reencuentra con su padre en su casa de campo. Pero más tarde se revela que, en realidad, está en una isla emergida en el océano del planeta.

## Reparto
- Natalia Bondarchuk - Hari
- Donatas Banionis - Kris Kelvin
- Jüri Järvet - Dr. Snaut
- Vladislav Dvorzhetsky - Henri Berton
- Nikolai Grinko - Padre de Kris Kelvin
- Olga Barnet - Madre de Kris Kelvin
- Anatoly Solonitsyn - Dr. Sartorius
- Sos Sargsyan - Dr. Gibarian

## Producción
Andrei Tarkovski decidió rodar Solaris, considerado por él mismo el filme de su trayectoria con el que más a disgusto quedó, por dos motivos fundamentales: la novela del polaco Stanislaw Lem había cosechado muchísimo éxito y era admirada como uno de los pináculos del género de ciencia ficción en el país natal del cineasta y su anterior producción, Andréi Rubliov (1966) no se había estrenado en Rusia por motivos religiosos. Por ello el director, necesitado de ingresos y con la oportunidad de adaptar el relato de Lem, vio en la novela el revulsivo que su carrera necesitaba.
En contacto constante con el escritor polaco, debido a los cambios introducidos con respecto al texto, el literato terminó renegando de una película que "nunca llegó a gustarle" como tampoco fueron de su agrado la versión de 1968 codirigida por Lidiya Ishimbaeva y Boris Nirenburg o la versión de 2002 dirigida por Steven Soderbergh. Tarkovski decidió dos cambios fundamentales que modifican el planteamiento de la novela: en una larga introducción se muestra la obsesión del cineasta sobre la importancia de la relación entre el individuo, su entorno y la sensación de desarraigo y, por otra parte, la película disecciona la necesidad del ser humano de sentirse amado y necesitado a través de la pareja de personajes conformada por Kris Kelvin y Hari.
El cuidado por los diferentes aspectos de la película y la búsqueda de diferentes lecturas se mostró en detalles como que la banda sonora es de música electrónica, compuesta por Eduard Artémiev y que incluye composiciones de Johann Sebastian Bach, o que en un compartimento del centro de investigación de la estación espacial hay reproducciones de varias pinturas de Pieter Brueghel el Viejo: Los cazadores en la nieve (o Invierno), Día triste, La siega del heno y El regreso de la manada de la serie Estaciones y Paisaje con la caída de Ícaro.

## Recepción
Solaris fue estrenada en medio del aplauso unánime de su crítica contemporánea situación que se ha mantenido a lo largo de los años. Una lista de "Las 100 mejores películas del cine mundial", compilada por la revista Empire en 2019, incluye a Solaris en el número 68.
En IMDb obtiene una puntuación de 7,9 sobre 10 obtenida con más de 101.000 votos. El agregador de críticas Rotten Tomatoes indica una calificación de "fresco" para el 93% de las 67 reseñas profesionales y para el 89% de las más de 25.000 valoraciones de sus usuarios siendo su valoración de consenso: "es una película inquietante y meditativa que usa ciencia ficción para aumentar preguntas complejas sobre la humanidad y la existencia". En Metacritic tiene una nota media de 93 sobre 100, basado en 8 críticas profesionales lo que indica «aclamación universal», y cuenta con una puntuación de 7,9 sobre 10 valorando 130 opiniones de los lectores.FilmAffinity, en 15.753 opiniones, acredita una puntuación de 7,5 sobre 10 además de incluirla en sus listados "Mejores películas rusas de todos los tiempos" (posición 20), "Mejores películas de ciencia-ficción" (posición 29), "Mejores películas de los años 70" (posición 60) y "Mejores películas de intriga" (posición 85).
Salman Rushdie citó a Solaris "una obra maestra de ciencia ficción", y agregó, comparándola con la remake estadounidense: "Esta exploración de la falta de fiabilidad de la realidad y el poder del inconsciente humano, este gran examen de los límites del racionalismo y el poder perverso incluso de los más desafortunados amores, necesita ser visto lo más ampliamente posible antes de que Steven Soderbergh y James Cameron lo transformen en lo que amenazan ridículamente: el 2001 se encuentra con El último tango en París. ¿Qué, sexo en el espacio con mantequilla flotante?. Tarkovski debe estar revolviéndose en su tumba".
Pese a la buena consideración entre crítica y público el escritor Stanislav Lem mostró su disconformidad con la resolución de la película indicando que "mientras que yo creo que el final del libro sugiere que Kelvin espera encontrar algo asombroso en el universo, Tarkovski trata de crear la visión de un cosmos desagradable, que va seguida de la conclusión de que debe retornar inmediatamente a la Madre-Tierra".

## Banda sonora
Para la elaboración de la banda sonora Tarkovski recurrió al compositor moscovita de música electrónica Eduard Artémiev quien empleó en parte un sintetizador optoelectrónico ANS (АНС) creado por el ingeniero ruso Evgeny Murzin entre 1937 y 1957. También se incluyeron adaptaciones de Artémiev del Preludio coral para órgano en Fa menor BWV 639 Ich ruf zu Dir, Herr Jesu Christ (A ti te llamo, Señor Jesucristo) compuesto por Johann Sebastian Bach.